# Sophronisca ruficeps
Sophronisca ruficeps är en skalbaggsart som beskrevs av Stefan von Breuning 1954. Sophronisca ruficeps ingår i släktet Sophronisca och familjen långhorningar. Inga underarter finns listade i Catalogue of Life.